# Associació d'empresaris de Manlleu
L'Associació d'empresaris de Manlleu es va constituir formalment el febrer de l'any 1992, a iniciativa d'uns quants empresaris locals, motivats per la crisi industrial del moment. Actualment està integrada, a nivell català, en la gran patronal Foment del Treball Nacional. I a nivell comarcal és membre fundador del Consell Empresarial d'Osona (Ced'O).
Han estat presidents de l'Entitat: (1992-2001) Joan Rovira Vilaró, (2002-2008) Miquel Altimiras Bancells, (2008-) Francesc Altarriba Terricabras L'any 2010 l'associació manifestà la necessitat de modificar les restriccions de pas de camions a través del Túnel de Bracons perquè hi puguin circular els vehicles pesants amb destinació a les comarques d'Osona i la Garrotxa.